# Carly Fiorina
Carly Fiorina, nata Cara Carleton Sneed (Austin, 6 settembre 1954), è una dirigente d'azienda e politica statunitense, presidente e amministratore delegato di Hewlett-Packard dal 1999 al 2005.

## Biografia
Nata ad Austin, Fiorina studiò storia medievale e filosofia a Stanford e successivamente si iscrisse alla facoltà di legge dell'UCLA, che tuttavia abbandonò dopo un semestre. In seguito lavorò come segretaria e per un periodo si trasferì in Italia dove trovò impiego come insegnante di inglese. Rientrata negli Stati Uniti conseguì un MBA alla University of Maryland, College Park.
Nel 1980 venne assunta dalla AT&T e nel corso degli anni scalò di posizione, fino ad essere nominata vicepresidente anziano. Nel 1995 la Fiorina, ormai divenuta una dirigente dell'azienda, supervisionò la nascita dello spin-off di AT&T, Lucent Technologies, e vi lavorò per diversi anni.
Nel 1999 venne scelta come nuovo presidente e amministratore delegato di Hewlett-Packard e nella nuova veste si occupò di acquisire la società rivale Compaq. La guida di Carly Fiorina ottenne svariate lodi e critiche nel corso degli anni e la questione, ormai esacerbata, ebbe fine solo nel 2005 quando il consiglio di amministrazione la costrinse a rassegnare le proprie dimissioni dopo un disaccordo; per lasciare il posto la donna ottenne una buonuscita di oltre venti milioni di dollari.
Entrata in politica con il Partito Repubblicano, nel 2008 divenne una collaboratrice di John McCain e lo aiutò nella campagna elettorale per le presidenziali. Due anni dopo si presentò lei stessa alle elezioni per il Senato in California, candidandosi contro la democratica in carica Barbara Boxer. La campagna della Fiorina fu in buona parte autofinanziata e si stimò che la donna spese circa 6,5 milioni di dollari di tasca propria. Ciò nonostante la candidatura non ebbe successo.
Per il suo operato Carly Fiorina ha ricevuto diversi riconoscimenti ed è comparsa nelle classifiche delle persone più potenti del mondo: ad esempio la rivista Forbes nel 2004 la incluse al decimo posto della sua lista delle 100 donne più potenti del mondo.

## Elezioni presidenziali 2016
Il 4 maggio 2015 annuncia la sua candidatura alle primarie repubblicane per le Presidenziali 2016. È l'unica candidata donna nella competizione repubblicana.
In un'intervista ha affermato di essere l'unica in grado di mettere in difficoltà la frontrunner del partito democratico, l'ex Segretario di Stato ed ex First Lady Hillary Clinton affermando la necessità di un presidente donna, ma che non fosse Clinton perché c'è bisogno di una donna manager con una grande capacità imprenditoriale per gestire una grande nazione.

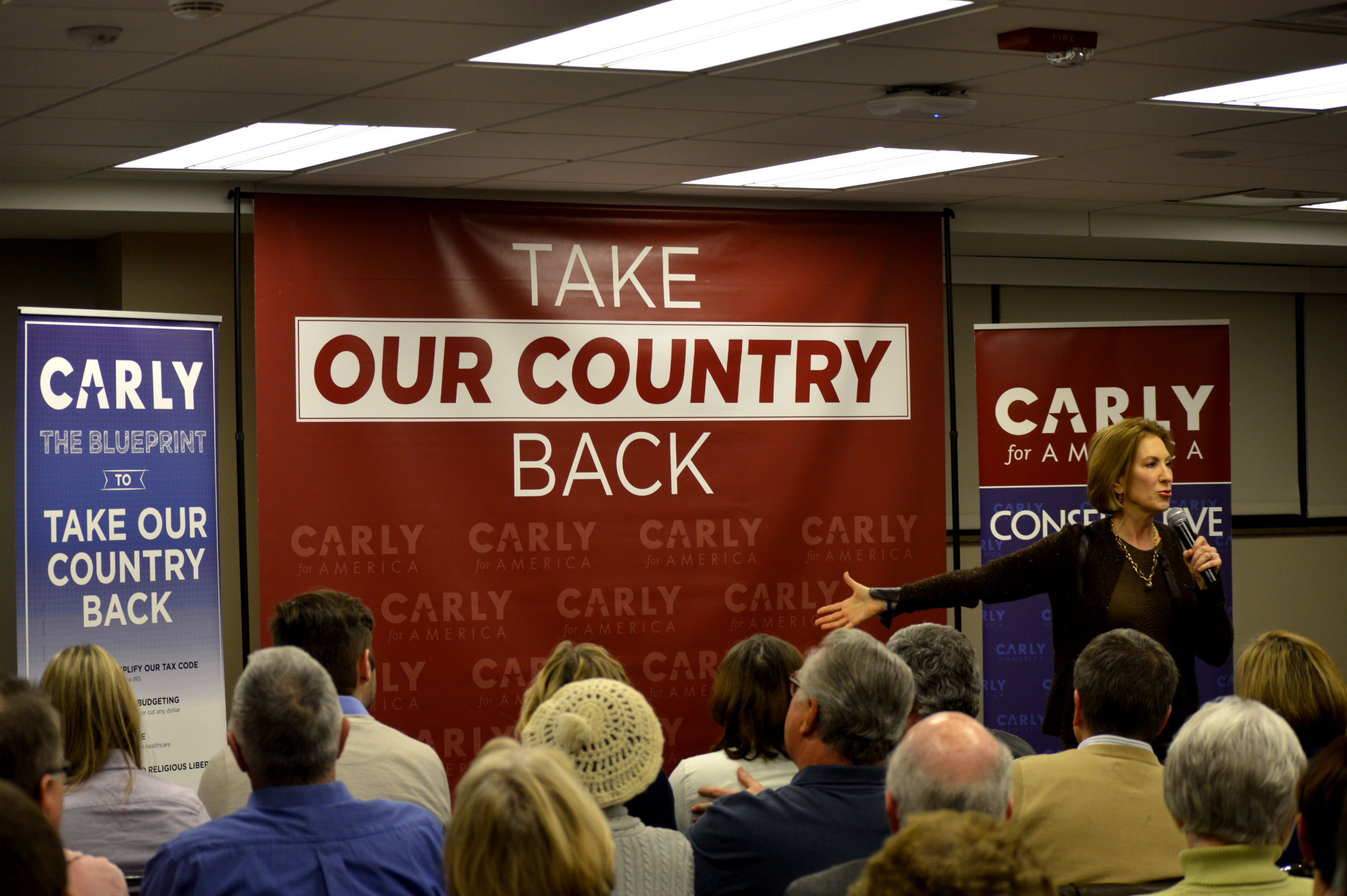
Carly Fiorina durante un comizio elettorale

Nonostante i sondaggi nazionali la diano tra gli ultimi tra 1-1,5% dopo il primo dibattito repubblicano del 16 settembre dove riesce a tenere testa ai candidati ultraconservatori anti-establishment in inarrestabile crescita, Ben Carson e soprattutto Donald Trump (che userà attacchi sessisti non nuovi alla sua campagna contro Fiorina, unica donna repubblicana) il suo consenso schizzerà al 8% ad un passo dal candidato del partito, il conservatore moderato Jeb Bush dato come vincitore all'inizio, venendo premiata la sua lontananza dalla politica e grazie all'elettorato donna dell'Elefantino.
Tuttavia non riesce a sfruttare il vantaggio ottenuto ed in poco tempo il suo consenso precipita al 2,2%-2,4% tra gli ultimi.
Il 1º febbraio 2016, nel primo caucus dell'Iowa, ottiene un sesto posto su dodici col 1,9% riuscendo a conquistare un delegato e riuscendo a superare dei competitor più forti nei sondaggi nazionali come John Kasich, Mike Huckabee, Chris Christie e Rick Santorum.
Una settimana dopo, il 7 febbraio, alle primarie del New Hampshire, Fiorina arriva settima su nove col 4,1% pari a 11  704 voti con l'unica soddisfazione di battere l'ex outsider anti-establishment Ben Carson fermo al 2,9% (dopo che nei sondaggi nazionali era arrivato a toccare il 20%).
Dopo il voto, preceduta dal Governatore del New Jersey Chris Christie, annuncia la fine della sua campagna presidenziale. È la seconda a lasciare dopo il voto in New Hampshire e la quinta dopo un voto elettorale dopo Chris Christie (sempre New Hampshire), Rick Santorum, Rand Paul, Mike Huckabee (dopo voto Iowa); il dodicesimo dopo George Pataki, Lindsey Graham, Bobby Jindal, Scott Walker e Rick Perry a lasciare prima degli inizi, nonché la prima e unica donna tra i repubblicani nel 2016 (terzo in assoluto dopo la rappresentante del Minnesota, l'ultraconservatrice Tea Party Michele Bachmann nelle primarie repubblicane 2012).

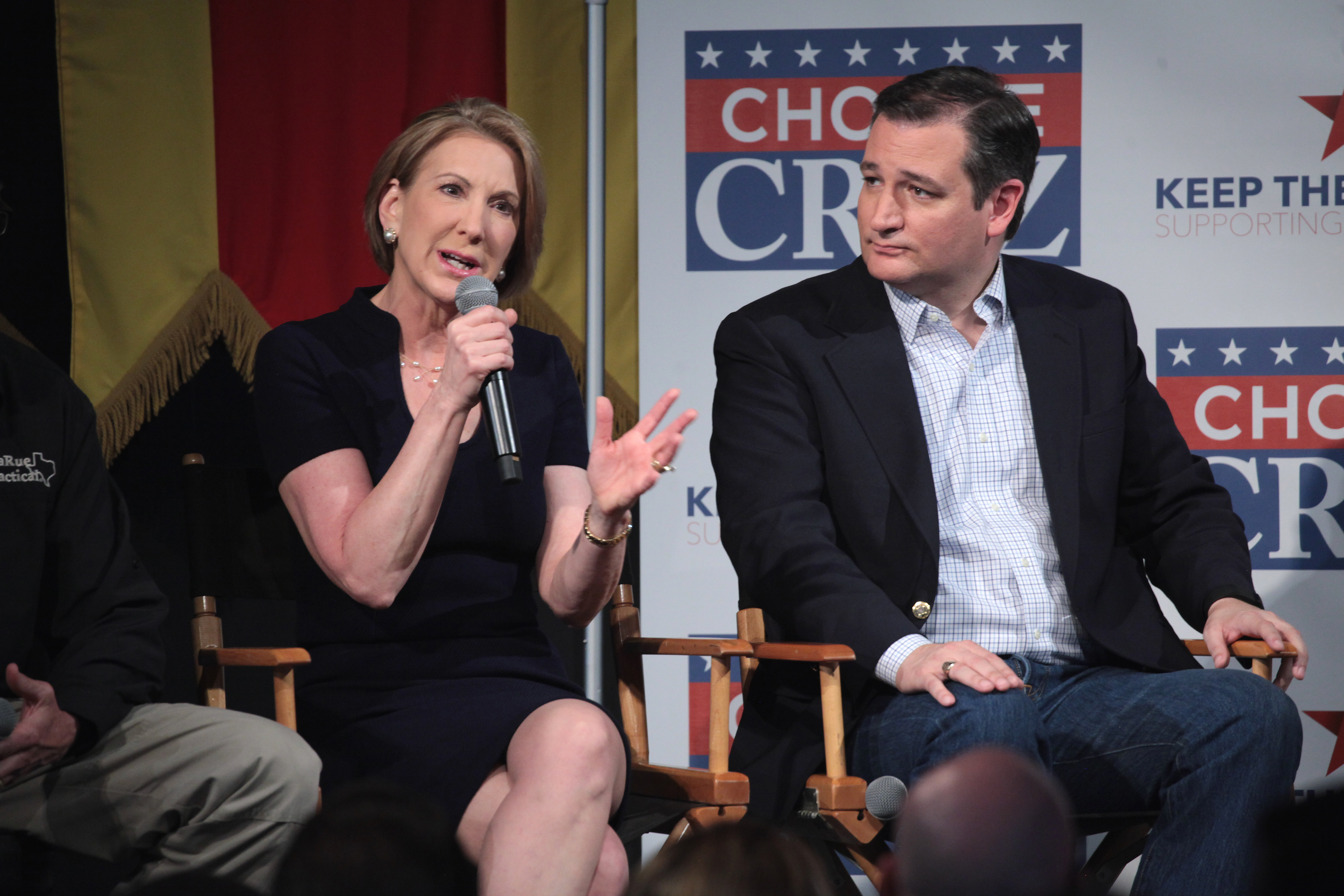
Fiorina con Ted Cruz

Il 9 marzo 2016 annuncia di appoggiare il senatore ultraconservatore del Texas Ted Cruz. Cruz è considerato l'alternativa concreta a Donald Trump, visto il flop del Tea Party moderato Marco Rubio sostenuto dall'establishment dopo l'addio di Jeb Bush come alternativa al miliardario newyorkese, visto il suo stabile secondo posto col 29% di voto popolare e le inaspettate vittorie in ben 7 stati come Iowa, Kansas, Texas, Alaska, Oklahoma, Maine e Idaho conquistando 362 delegati (Trump primo ottiene il 35% nel voto popolare vincendo in 15 Stati con 463 delegati). La scelta di Fiorina è stata un'ipoteca sulla possibilità di essere nominata prima donna vicepresidente in caso di un ticket con Cruz presidente come lo fu l'ex governatrice dell'Alaska Sarah Palin nel 2008 in ticket con John McCain candidato presidente repubblicano.
È la settima ex candidato repubblicano nella corsa presidenziale 2016 a fare un pubblico endorsement dopo Lindsey Graham (Bush), Rick Perry (Cruz), George Pataki (Rubio), Bobby Jindal (Rubio) e Rick Santorum (Rubio), Chris Christie (Trump), terza dopo Santorum (dopo voto Iowa) e Christie (dopo voto Nevada), a fare un appoggio dopo un voto elettorale. È la prima donna in assoluto a fare un endorsement da ex candidata a un'elezione primaria, prima quindi a quelle del 2016 e prima in assoluto anche a fare i repubblicani. È la seconda in assoluto a sostenere Cruz dopo l'ex candidato repubblicano, l'ex Governatore del Texas, l'ultraconservatore Tea Party Rick Perry prima delle primarie.
A metà aprile lo staff del senatore Ted Cruz annuncia che, qualora quest'ultimo ottenesse la nomination repubblicana, Fiorina sarebbe la sua candidata vicepresidente. Successivamente ai cartelli con il logo del candidato, sarà aggiunto il nome Fiorina sotto Cruz 2016. Fiorina è la prima candidata vicepresidente annunciata delle elezioni 2016. Nonostante ciò la stampa ha parlato di mossa disperata di Cruz, impossibilitato a raggiungere i delegati necessari alla nomination vista l'ascesa inarrestabile di Donald Trump ad un passo dalla nomina repubblicana, con il solo scopo di usare il traino di consenso della californiana Fiorina tra i repubblicani anti-establishment (non ha mai ricoperto incarichi politici) ma soprattutto tra le donne nel suo Stato, per cercare di vincere le ininfluenti (per lui) primarie in California ed impedire a Trump la nomination per arrivare a una convention aperta, dove i delegati nominano un altro candidato terzo indipendentemente dal risultato delle primarie.